# Mao (Dominikana)
Mao (pełna nazwa: Santa Cruz de Mao) – miasto w Dominikanie; stolica Valverde. Centrum uprawy ryżu i młynarstwa.
W 2010 roku liczba mieszkańców wyniosła 51 647.